# Kulno
Kulno – wieś w Polsce położona w województwie podkarpackim, w powiecie leżajskim, w gminie Kuryłówka. Leży przy drodze wojewódzkiej nr 877.
Wierni Kościoła rzymskokatolickiego należą do parafii Parafia św. Andrzeja Boboli w Bystrem. We wsi jest kościół filialny św. Maksymiliana Kolbe (użytkowany wspólnie z parafią prawosławną św. Trójcy w Tarnogrodzie).
| SIMC    | Nazwa      | Rodzaj    |
| ------- | ---------- | --------- |
| 0653179 | Góra       | część wsi |
| 0653185 | Łaziska    | część wsi |
| 0653191 | Majdanek   | część wsi |
| 0653200 | Zagumienki | część wsi |
| 0653216 | Zarzeka    | część wsi |

## Historia
Miejscowość wzmiankowana po raz pierwszy w dokumentach w 1464 i 1515. 
Wieś królewska Kulna położona była w 1589 roku w starostwie niegrodowym krzeszowskim w ziemi przemyskiej województwa ruskiego.
- do 1955 w gminie Potok Górny powiatu biłgorajskiego woj. lubelskiego
- 1955-56 w gromadzie Kuryłówka powiatu łańcuckiego woj. rzeszowskiego
- 1956-73 w gromadzie Kuryłówka powiatu leżajskiego woj. rzeszowskiego
- 1975-98 w gminie Kuryłówka woj. rzeszowskiego

15 marca 1863 oddział pułkownika Czechowskiego przekroczył granicę zaborów. 
14 sierpnia 1942 Niemcy zamordowali 22 Ukraińców i 73 Żydów w ramach pacyfikacji wsi. 
19 marca 1945 oddział Narodowej Organizacji Wojskowej pod dowództwem Józefa Zadzierskiego (ps. „Wołyniak”) po odparciu ataku grupy żołnierzy radzieckich i Ukraińców na Kuryłówkę ruszył za nimi do Kulna, po czym spalił wieś i zamordował od kilkunastu do 80 cywilnych mieszkańców narodowości ukraińskiej.